# Cratere Sagan
Sagan  è un cratere sulla superficie di Marte.